# شیپستور
شیپستور (به انگلیسی: Sheepstor) یک روستا و محله مدنی در بریتانیا است که در West Devon واقع شده‌است. شیپستور ۵۳ نفر جمعیت دارد.